# يوسف فخرو
يوسف محمد عثمان قاسم حسن محمود محمد علي آل فخرو، يشغل حاليًا منصب وزير التنمية الإدارية والعمل والشؤون الاجتماعية بدولة قطر.

## التعليم
يحمل شهادة في علوم الكمبيوتر من جامعة جنوب كاليفورنيا.

## المسيرة المهنية
- بدأ يوسف فخرو حياته المهنية في شركة قطر للبترول، ويتمتع بخبرة في مجالات الأعمال المختلفة ومنها تكنولوجيا المعلومات والخدمات المصرفية والموارد البشرية وإدارة المشاريع وإدارة المناسبات وصناعة الضيافة.
- تولى منصب وكيل وزارة التنمية الإدارية والعمل والشؤون الاجتماعية.
- عمل مدير عام - رأس المال البشري في بنك قطر الوطني.
- لعب دورًا هامًا في تنظيم الألعاب الآسيوية في الدوحة عام 2006 باعتباره من اللجنة المنظمة كنائب المدير العام للعمليات.
- كان عضوًا في مجلس إدارة عدة مؤسسات حكومية وشبه حكومية.[4]

## الحياة الشخصية
يوسف فخرو مُتزوج ولديه من الأبناء علي ومحمد.